# Euseius apsheronica
Euseius apsheronica är en spindeldjursart som beskrevs av Abbasova och Mekhtieva 1991. Euseius apsheronica ingår i släktet Euseius och familjen Phytoseiidae. Inga underarter finns listade i Catalogue of Life.